# Drake Would Love Me
《Drake Would Love Me》（意為「德瑞克會愛我」）是美國歌手K·蜜雪兒演唱的一首节奏布鲁斯歌曲，收錄於她第二張專輯《有人想買一顆心嗎？》。它由蜜雪兒、比安卡·阿特貝利、奧克·弗雷德、羅納德·「佛利帕」·科爾森、沃倫·弗雷德和斯蒂芬·莫斯汀創作，並由弗雷德、科爾森和史蒂文·艾斯製作。歌曲一開始由大西洋唱片於2014年12月2日在VH1網站上以串流形式發行，並在隔週以專輯收錄歌曲發行。
歌詞圍繞與加拿大嘻哈歌手德瑞克談戀愛的浮想聯翩。樂評人稱其為同人小說，因為歌曲的靈感是蜜雪兒認為德雷克女歌迷會對他做出的反應。當專輯發行前一個月，《Drake Would Love Me》的曲名隨著曲目列表的發佈引起關注。一些樂評人讚賞《Drake Would Love Me》重點強調了蜜雪兒的幽默感，但批評她為德瑞克獻上情歌的決定。

## 背景與發行

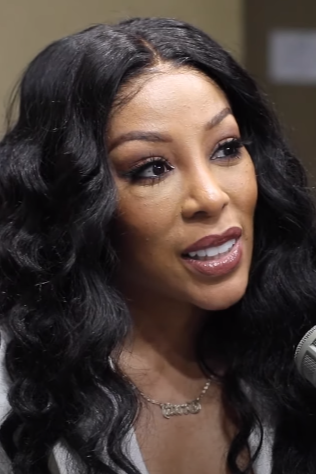
蜜雪兒在錄音室談及德瑞克後共同創作歌曲

金柏莉·蜜雪兒·佩特（Kimberly Michelle Pate，K·蜜雪兒）與比安卡·阿特貝利（Bianca Atterberry）、羅納德·「佛利帕」·科爾森（Ronald "Flippa" Colson）、奧克·弗雷德、沃倫·弗雷德（Warren Felder）和斯蒂芬·莫斯汀（Stephen Mostyn）為第二張專輯《有人想買一顆心嗎？》創作《Drake Would Love Me》。蜜雪兒在錄音室時聽到女性十分崇拜加拿大嘻哈歌手德瑞克，所以錄製這首歌代為回應。德瑞克粉絲認為他會對他們墜入愛河的幻想也給了她靈感。當問到德瑞克為何如此知名時，她回答他十分謙虛、比其他男性發行更多情歌，及尤其尊重他音樂中的女性。媒體機構也曾討論過德瑞克對女性的吸引力。在《Spin》的2010年文章中，德瑞克在他早期的嘻哈歌手生涯就已「開拓龐大的年輕女性粉絲群」，而音樂多多頻道的安迪·克勞福德（Andi Crawford）和布賴恩·詹姆斯（Brianne James）將女性之所以對他的音樂產生反應是因為他歌曲有著「柔和的節奏和蘊含強烈感情的歌詞」。
儘管蜜雪兒大多數音樂都是自傳式，但她於2014年在接受《早餐俱樂部》訪問時澄清道她和德瑞克只有柏拉圖式戀情。她在發行前有播放這首歌來獲得德瑞克批准。他對此回應：「你真的超瘋狂，但這是首好歌曲。」雖然歌曲有關德瑞克，但蜜雪兒表示專輯的靈感還主要是她和前男友伊德瑞斯·艾尔巴的戀情。
弗雷德、科爾森和史蒂文·艾斯（Steve Ace）製作歌曲。蜜雪兒的歌聲由C·特拉維斯·科爾8特斯（C Travis Kr8ts）錄製，阿特貝利製作，而弗雷德進行協助。唐尼·梅多斯（Donnie Meadows）和塔妮莎·布罗德沃特（Tanisha Broadwater）負責歌曲的製作協調。歌曲由傑森·約書亞（Jaycen Joshua）混音，馬多克斯·希姆（Maddox Chhim）和瑞安·考爾（Ryan Kaul）進行協助，並由大衛·庫奇（David Kutch）負責製作母帶。
當專輯的曲目列表於2014年11月13日推出時，媒體機構因曲名《Drake Would Love Me》而備感興趣。歌曲於2014年12月2日在VH1網站以串流形式首次發行，而大西洋唱片在一週後以《有人想買一顆心嗎？》收錄歌曲發行。蜜雪兒於2017年2月13日將歌曲上載至YouTube，並放進《有人想買一顆心嗎？》歌單。

## 詞曲

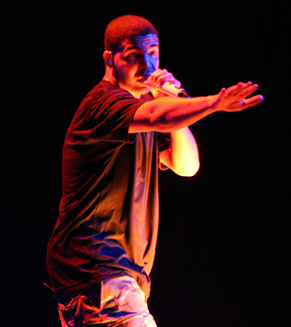
歌詞圍繞與德瑞克的幻想戀情

《Drake Would Love Me》是一首节奏布鲁斯歌曲，長達4分19秒，並以謠曲和slow jam的風格演唱。歌曲主要樂器為鋼琴，而一開始的旋律讓MTV新聞的羅伯·馬克曼（Rob Markman）覺得舒緩。當它逐漸推進時，吉他樂句和小提琴慢慢融入演奏的樂器中。
歌詞圍繞與德瑞克的幻想戀情，當中提到的情況包括蜜雪兒與德瑞克出席葛萊美獎以及被他迷妹憎恨。樂評人根據這些歌詞內容將《Drake Would Love Me》跟同人小說聯繫在一起。《時代》的諾蘭·費尼（Nolan Feeney）打趣地說跟亞曼達·拜恩斯在Twitter寫道希望德瑞克「糟蹋（她的）陰道」比較，蜜雪兒過於收斂。歌詞中「Drake wouldn't leave me, he would keep me, never break his promises / I'd be the best he ever had, he'd be on his best behavior / He would make me so proud / Drake would love me」（大意：德瑞克不會離開我，他會照顧我，從不違背諾言/我會是他最好的女友，而他會舉止得體/他會讓我感到驕傲/德瑞克會愛我），蜜雪兒是參考了德瑞克單曲《Best I Ever Had》、《Worst Behavior》和《Make Me Proud》的曲名。《音樂時報》（Music Times）的撰稿人認為歌詞體現了德瑞克的音樂中經常圍繞情感的主題。蜜雪兒列出德瑞克的正面特質，當中唱道他「始終如一」、「不玩弄感情」和不會撒謊或讓她哭。費尼將這些歌詞的押韻格式與蘇斯博士的寫作風格作比較。
專輯的最後三首歌（《Build a Man》、《Drake Would Love Me》和《God I Get It》）被樂評人詮釋成是形成一齣有關蜜雪兒愛情觀念的故事。《The Quietus》的亞歷克斯·麥克弗森（Alex Macpherson）稱這些歌曲是蜜雪兒嘗試「讓她同樣需要深愛著現實中遇到的男人」，並認為她在《Build a Man》和《Drake Would Love Me》是開始在《科學怪人》和同人小說中尋求愛的答案，之後在《God I Get It》接受自身的缺陷。《聲名遠播》的梅吉·莫里斯（Meggie Morris）認為《Drake Would Love Me》是延續了《Build a Man》，因為兩者都圍繞她對完美男性的看法。《波士頓環球報》的肯·卡波比亞科（Ken Capobianco）寫道《Drake Would Love Me》呈現了專輯的「誠實、對抗和耽于声色」，但《紐約大都市》的艾米麗·勞倫斯（Emily Laurence）以它舉例說明「不是所有歌曲都充滿強烈情感」。

## 專業評價
雖然《Drake Would Love Me》與部分樂評人一開始期盼的有所不同，但他們還是十分喜歡。《今日美國》的馬丁·卡瓦列羅（Martín Caballero）寫道「不要問我們（這首歌）為什麼或如何行得通」，並稱讚它是首「（能登）大雅之堂的節奏藍調謠曲聖歌」。雖然《費城詢問報》的A·D·艾莫洛溪（A.D. Amorosi）期待一些「滑稽或狂妄（的東西）」，但還是著重指出歌曲並沒有將重點放在暗戀上。其他影評人相信歌曲展示了蜜雪兒的幽默感。《渥太華公民報》的梅斯芬·費卡杜（Mesfin Fekadu）說她「聰明又好笑」，而梅吉·莫里斯稱她的演唱「迷人地風趣」。肯·卡波比亞科稱讚蜜雪兒表達情感的水準是「現今節奏藍調歌曲少有的脆弱和具有強烈摩擦的張力」，並認為這是她受歡迎的原因。《Pitchfork》的阿爾弗雷德·索托（Alfred Soto）讚賞《Drake Would Love Me》有種緊迫感，並相信她用最好的歌聲來演唱它。
《華盛頓郵報》的克里斯·理查茲（Chris Richards）認為蜜雪兒發行明顯有關對另名歌手表達愛意的歌曲「有點不太酷」。《蕩婦》的卡拉·布朗（Kara Brown）公開表示這首歌十分不舒服，嚴厲批評它的「音樂性質等同於嘗試阻止你朋友喝醉時發給她一個月前差點勾搭上的男性第三則信息」。布朗說歌詞中德瑞克的形象更像是理想男友，而不是他對女性的實質舉止。德瑞克曾被一些媒體機構批評他的音樂曾貶抑女性和他與未成年女性之間的關係。《Complex》的邁克爾·阿爾森諾表示聽者會意識到歌曲中營造的理想德瑞克是假的，但稱讚蜜雪兒的嗓音，不過形容她的演唱風格太像粉絲。《The Fader》的作家稱歌曲「單純很奇怪」和「過於殷勤的音頻版同人小說」。

## 參與人員
人員來自《有人想買一顆心嗎？》的專輯內頁：
- 唐尼·梅多斯 － 製作協調
- 塔妮莎·布羅德沃特 － 製作協調
- 比安卡·阿特貝利 － 歌詞、聲樂製作
- 金柏莉·佩特 － 歌詞
- 羅納德·「佛利帕」·科爾森 － 曲調、製作
- 史蒂芬·莫斯汀 － 曲調
- 沃倫·弗雷德 － 曲調
- 奧克·弗雷德 － 製作、額外錄製
- 史蒂文·艾斯 － 製作
- C·特拉維斯·科爾8特斯 － 錄製
- 大衛·庫奇 － 製作母帶
- 傑森·約書亞 － 混音
- 馬多克斯·希姆 － 混音協助
- 瑞安·考爾 －  混音協助

## 外部連結
- YouTube上的《Drake Would Love Me》（音頻）